# Hồ Maising
Hồ Maising là một hồ bùn (ein verlandender See) gần Maising, một làng thuộc xã Pöcking, Oberbayern, Đức.

## Lịch sử
Giống như nhiều hồ khác ở vùng ngũ hồ (Fünfseenland: vùng đất nằm giữa Hồ Starnberg và hồ Ammer, bao gồm các hồ Wörthsee, Pilsensee, Weßlinger See và nhiều hồ nhỏ khác), hồ Maising được hình thành vào cuối kỷ băng hà Würm (cách đây 110.000 đến 11.000 năm) do lực đẩy của sông băng Isar-Loisach.
Hồ được ghi nhận lần đầu tiên vào năm 1450, lúc đó thuộc sở hữu lãnh chúa Starnberg, ít nhất từ năm 1602 nó thuộc tu viện Dießen, dến năm 1642 lại thuộc Starnberg. Từ năm 1866 nó thuộc sở hữu tư nhân của gia đình Bartl.
Để bảo vệ ngôi làng Maising nằm ở vị trí thấp hơn khỏi bị lũ lụt, một con đập khoảng 2,50 mét ở phía đông của hồ được xây cách đây rất lâu. Mưa rất lớn vào ngày 22 tháng 6 năm 1885 đã khiến cho con đê này bị ngập lụt và bị vỡ. Nó gây thiệt hại tài sản đáng kể những ngôi nhà ở thung lũng của con suối Maising, cũng như những con đường và cầu của hẻm núi Maising và ở Starnberg. Do thiên tai này, đập lũ mới đã được củng cố và tăng cường hơn nữa. Điều này tạo ra ấn tượng rằng Maisinger See không phải là một hồ tự nhiên mà là một hồ chứa nước.